# Aleksandar Anđelić
Aleksandar Anđelić (serbisch-kyrillisch Александар Анђелић; * 16. Oktober 1940 in Belgrad; † 24. März 2021 ebenda) war ein jugoslawischer Eishockeyspieler und -trainer.

## Biografie
Aleksandar Anđelić begann seine Profikarriere 1960 beim HK Partizan Belgrad, mit dem er 1966 Jugoslawischer Pokalsieger wurde. 1967 folgte ein Wechsel in die Niederlande, dort spielte er eine Spielzeit für die Red Eagles 's-Hertogenbosch, ehe er sich den Nijmegen Tigers anschloss. Für diese war er bis 1976 aktiv und absolvierte zudem in der Saison 1969/70 eine Partie für die Tilburg Trappers. Für die Jugoslawische Nationalmannschaft absolvierte er über 40 Länderspiele und nahm mit dieser an den Olympischen Spielen 1964 in Innsbruck teil. Das jugoslawische Team belegte den 14. Platz.
Nach seiner Spielerkarriere wurde er Trainer und trainierte unter anderem in den Niederlanden die Nijmegen Tigers, Heerenveen Flyers, Rotterdam Panda’s, Amstel Tijgers Amsterdam und den S.IJ. Den Bosch. In Deutschland war er als Trainer beim Schwenninger ERC, dem EHC Essen sowie beim Deggendorfer SC und Grefrather EC tätig. Des Weiteren hatte er mit dem EHC Chur und dem SC Rapperswil-Jona zwei Trainerstationen in der Schweiz. In der Saison 2019/20 war Anđelić Trainer der Zoetermeer Panters und bei der Türkischen Nationalmannschaft.
Am 24. März 2021 starb Anđelić im Alter von 81 Jahren während der COVID-19-Pandemie an den Folgen einer SARS-CoV-2-Infektion in Belgrad.